# مردان جنگ (فیلم)
مردان جنگی (به انگلیسی: Men of War) یک فیلم اکشن محصول سال ۱۹۹۴ با بازی دولف لاندگرن در نقش نیک گانار، یک سرباز حرفه‌ای ویژه است که گروهی از مزدوران را به جزیره گنج در دریای جنوبی چین منتقل می‌کند.

## داستان
یکی از سربازان قدیمی نیروهای ویژه گروهی از چریک‌ها را به جزیره‌ای در جنوب دریای چین هدایت می‌کند مأموریت آنها دستیابی به گنج عجیبی است که توسط جزیره نگهداری می‌شود.

## تولید
فیلمبرداری در تایلند بین سپتامبر و دسامبر ۱۹۹۳ انجام شد و تولید فیلم به‌طور رسمی در ژانویه ۱۹۹۴ به پایان رسید. پس از واکنش‌های تست عالی فیلم، کمپانی میرامکس فیلم را با قول اکران سینمایی از شرکت دیگری خریداری کرد، اما پس از آنر روی ویدئو قرار داد زیرا آنها فکر می‌کردند اگر دولف لاندگرن قهرمان اصلی فیلم باشد نمی‌تواند تماشاگران را به سالن‌های سینما جلب کند. به همین دلیل انتشار فیلم متوقف شد و تا دسامبر ۱۹۹۵ به تعویق افتاد و سرانجام در آمریکا به صورت فیلم ویدئویی منتشر شد، اگرچه زودتر در برخی دیگر از کشورها مانند فرانسه (در ژوئیه ۱۹۹۵) اکران شد، ولی با موفقیتی روبرو نشد.

## بازیگران
- دولف_لاندگرن … نیک گانار[۴]
- شارلوت لویس … لکی
- بی‌دی_ونگ
- آنتونی دنیسن … جیمی
- تیم گونی … اوکر
- دونالد پاتریک هاروی … نولان
- تام لیستر جونیور
- تام رایت … جمال
- کاترین بل … گریس لشورد
- ترور گودارد
- کوین تایگ … سرهنگ مروک
- توماس گیبسون
- پری لانگ
- آلدو سامبرل